# Camp de concentration de Weyer
Le camp de concentration de Weyer est un ancien centre de détention de Sinté et de Romani créé par les nazis à Sankt Pantaleon en Autriche,.

## Histoire
Le camp a été créé comme camp d'éducation par le travail pour les personnes déclarées « asociales » du 5 juillet 1940 au 7 janvier 1941. Il a ensuite été transformé en camp de détention de Roms et Sintés à partir du 19 janvier 1941. Plus de 350 détenus roms  et sintés sont ensuite déportés en wagon à bestiaux au ghetto de Łódź d'où aucun ne reviendra. Le Dr. Alois Staufer fut nommé docteur du camp, il décrivit les conditions de violences envers les détenus et le travail forcé des mineurs emprisonnés. Il fit acte de résistance en décidant de poser une plainte à la gendarmerie locale afin de dénoncer les conditions du camp, à la suite de son refus de déclarer une mort comme accidentelle alors qu'il s'agissait d'un crime. En effet, les gardiens du camp tuaient les prisonniers et demandaient ensuite au médecin du camp de couvrir leurs méfaits en déclarant les morts comme naturelles ou accidentelles. Après la déportation des derniers détenus, le camp fermera le 4 Novembre 1941,.
Aujourd'hui, un lieu de mémoire rappelle ce camp.

## Galerie

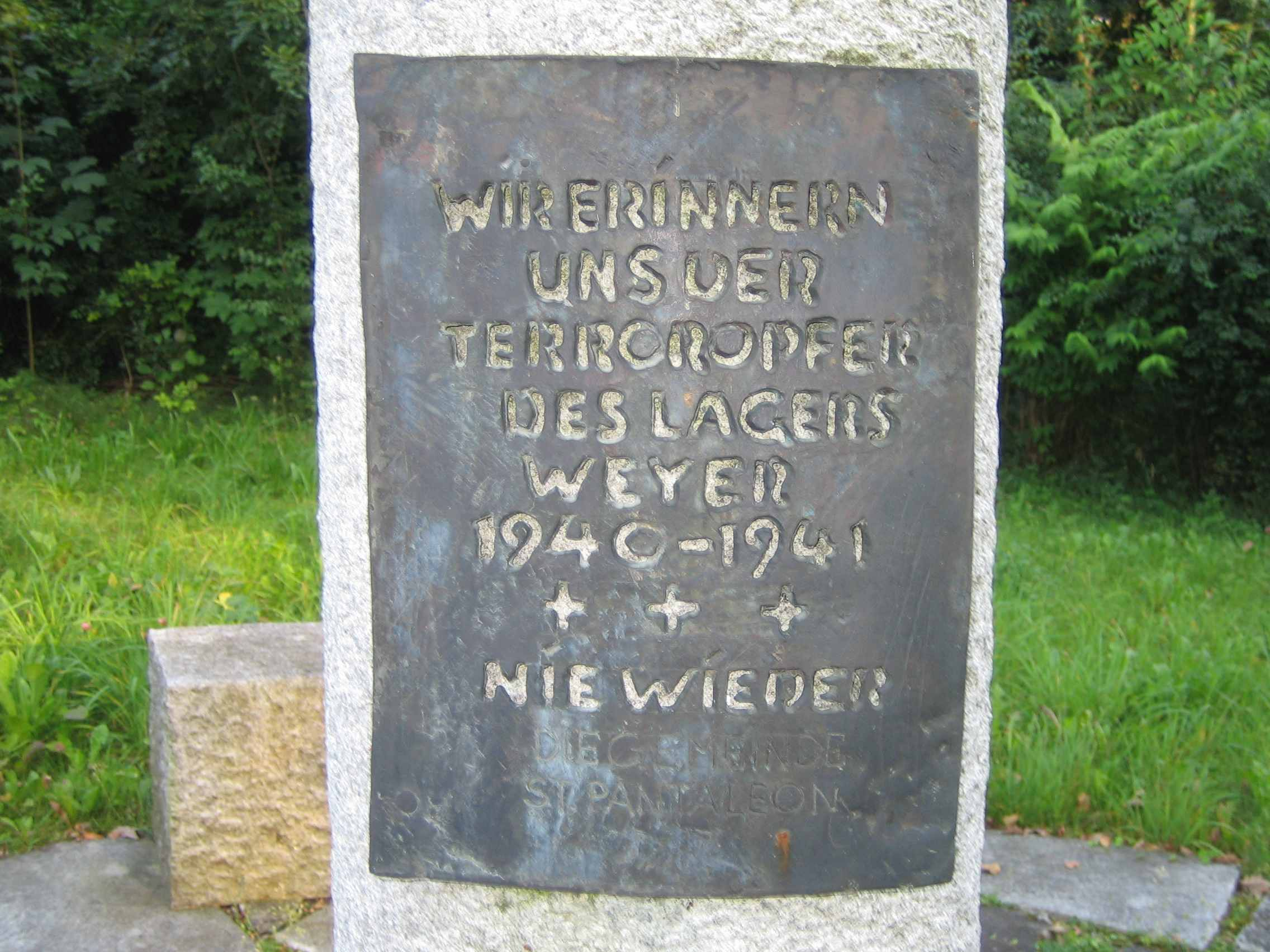
Mémorial
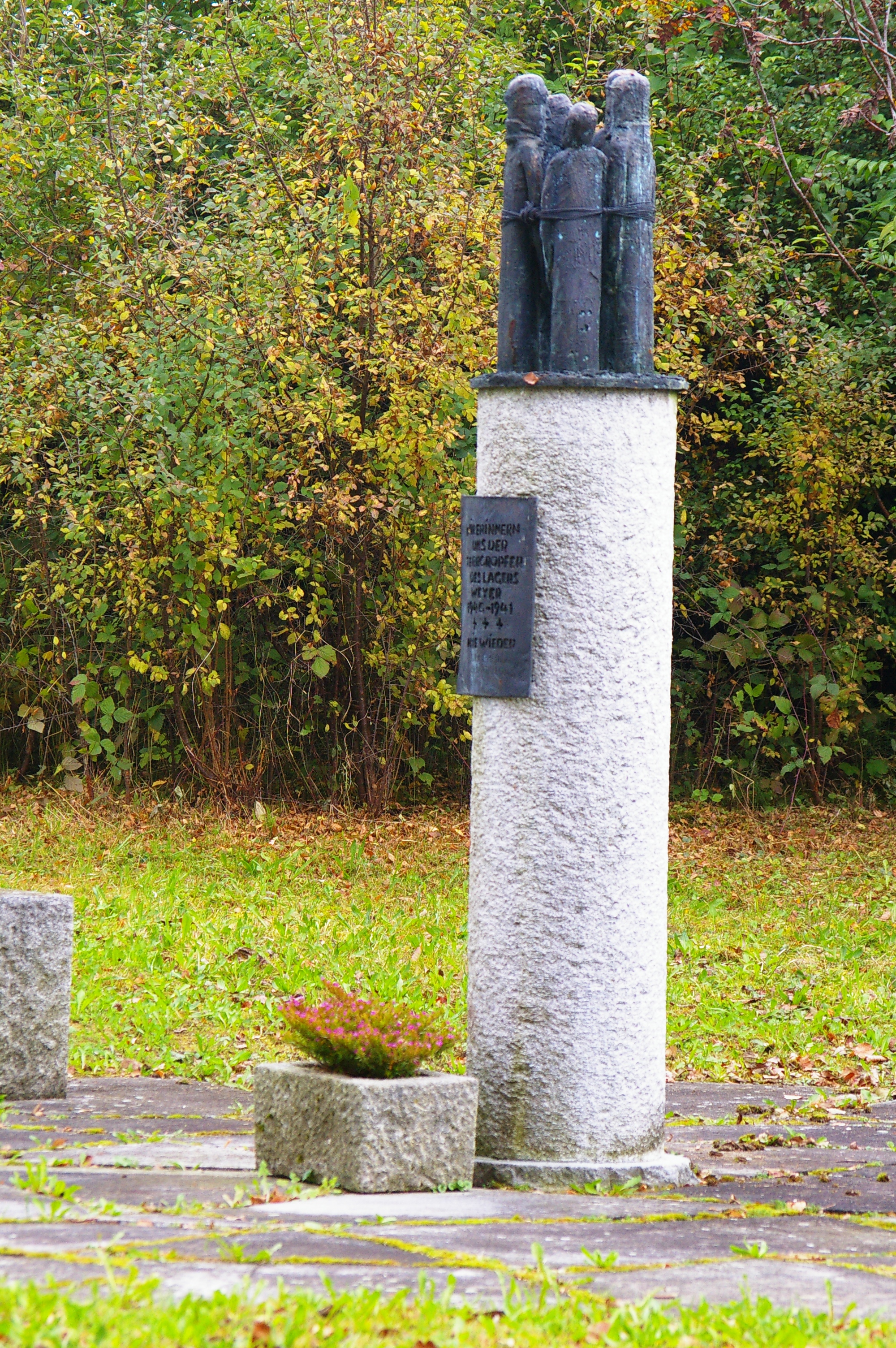
Mémorial Site vers la rivière de Moosach
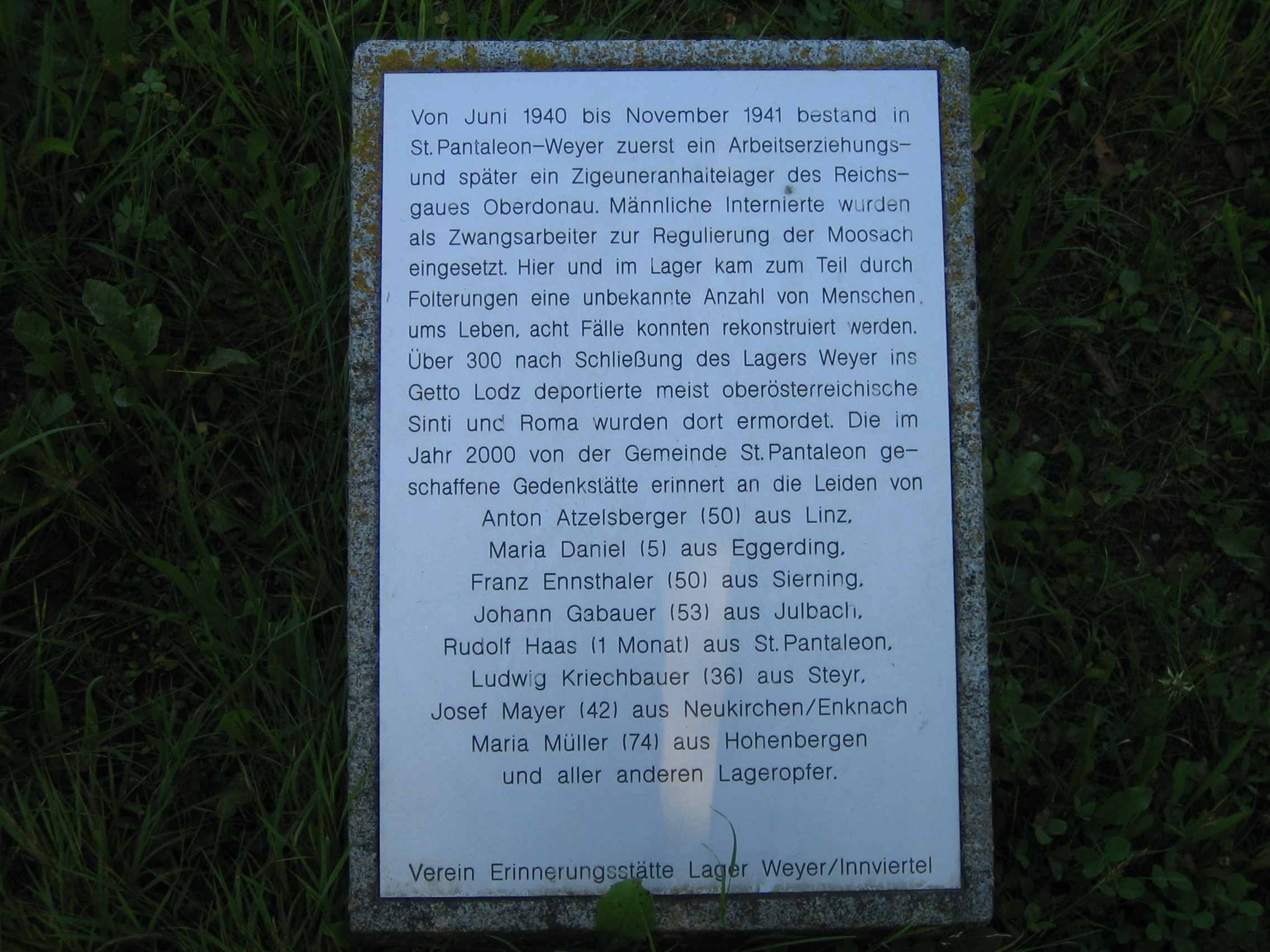
Informations au mémorial.
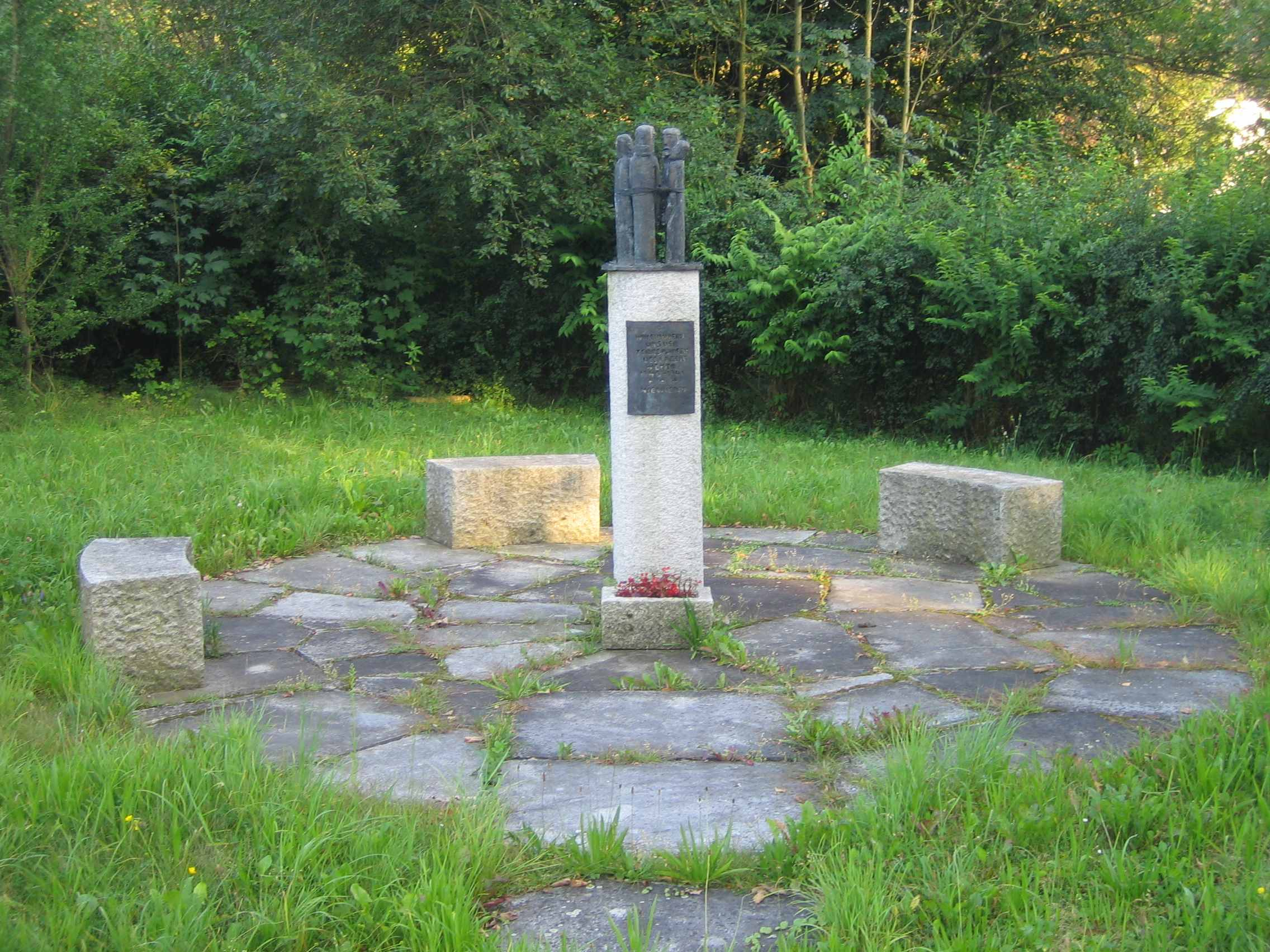
Mémorial
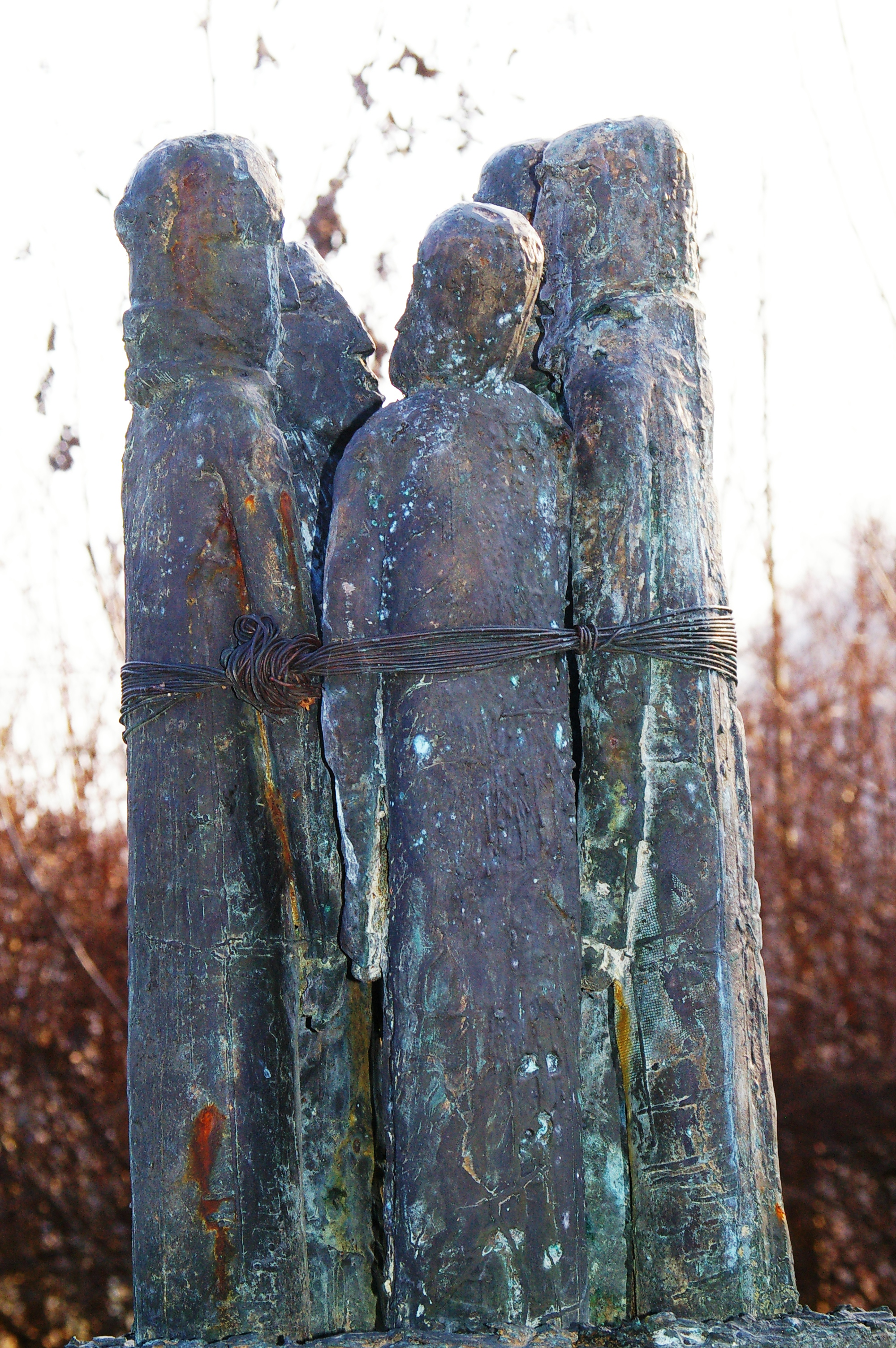
Sculpture de Dieter Schmidt (Fridolfing)
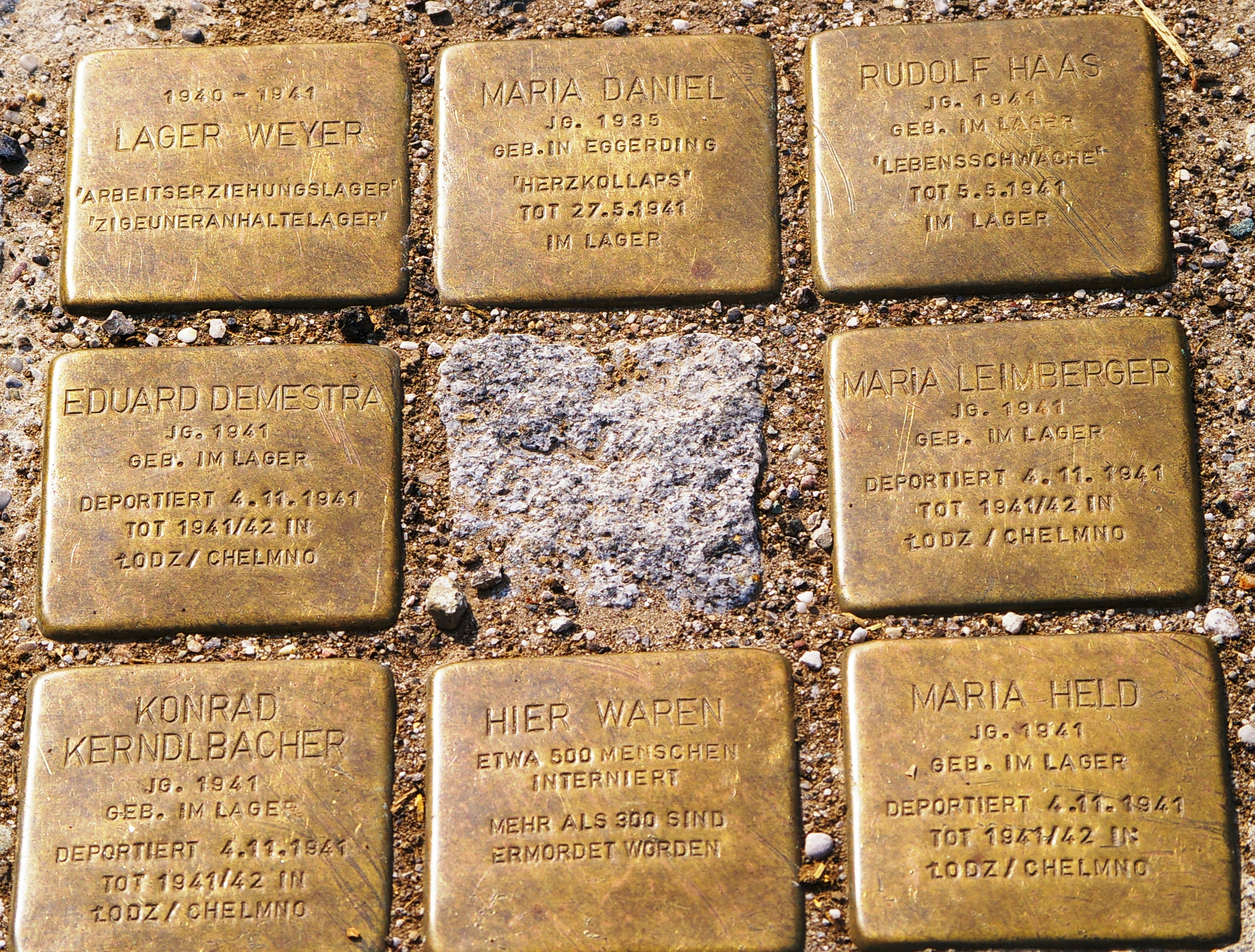
Stolpersteine , pavés commémoratifs